# Sven Heuchert
Sven Heuchert (* 10. Juni 1977 in Troisdorf) ist ein deutscher Schriftsteller und Musiker.

## Leben
Heuchert wuchs in Siegburg-Stallberg auf. Nach der Schule begann er 1994 eine Handwerkslehre und trat einem Boxverein bei. Mit 19 zog er nach Köln, lebt aber heute wieder in Siegburg. Sein Brotberuf ist Hörakustikmeister.
Heuchert schrieb bereits in der Schulzeit seine erste Kurzgeschichte Zinn 40. Es folgten zahlreiche Veröffentlichungen in Literaturmagazinen (u. a. Abwärts!, Drecksack, Parsimonie, Krachkultur, trashpool). 2015 erschien der Storyband Asche, der vielfach und sehr positiv besprochen wurde, so unter anderem auch in der Sendung Literaturagenten, moderiert von Marion Brasch. Ein Jahr später folgte die Veröffentlichung einer Geschichte exklusiv als Hörbuch: Punchdrunk, gesprochen von Helmut Krauss. Sein erster Roman, Dunkels Gesetz, veröffentlicht 2017 im Ullstein Verlag, erhielt zahlreiche positive Rezensionen, auch in internationalen Medien. Der Spiegel wählte Dunkels Gesetz zu den wichtigsten Büchern der Saison 2017. Das Goethe-Institut wählte Dunkels Gesetz auf seinem Blog Rosinenpicker zu den wichtigsten deutschsprachigen Krimis 2017. Im gleichen Jahr legte Heuchert im Mainzer Gonzo Verlag in der Reihe Verstreute Gedichte den Band Das Licht wird anbleiben vor. Im Jahr 2018 veröffentlichte Heuchert gemeinsam mit dem Bachmann-Preisträger Peter Wawerzinek im Bernstein-Verlag den Band Rausch. Die enthaltenen Texte setzen sich thematisch vorwiegend mit dem Konsum von Alkohol, Abstinenz und Rauschzuständen auseinander.
Ebenfalls im Bernstein-Verlag erschien im Frühjahr 2019 der Erzählband Könige von Nichts. In seiner Besprechung in der Stuttgarter Zeitung spricht Hans Jörg Wangner von einer "meisterhaften Sammlung von Storys": „14 Miniaturen auf gut 110 Seiten hat Heuchert geschrieben, Storys von einer Knappheit und Präzision, wie man sie nur selten findet. In ihrer Reduzierung auf das unbedingt Notwendige erinnert Heucherts Prosa tatsächlich an Poesie. Doch seine Beobachtung vorzugsweise aus dem Milieu der einfachen Leute – in Amerika würde man von ‚White trash‘ reden – hat so gar nichts Lyrisch-romantisches.“ Auf den Vergleich mit Jörg Fauser entgegnet Wolfgang Pichler in seiner Rezension für den Bonner General-Anzeiger, Heuchert beschreibe "seine Figuren, Szenerien und Geschehnisse zwar schonungslos, aber nicht so brutal mikroskopisch wie Fauser, nicht so nah dran am körperlichen und seelischen Verfall der Protagonisten. Da ist kein Sozialvoyeurismus à la Goldener Handschuh, schon gar keine Sozialromantik für lustvoll schaudernde Bildungsbürger, nichts von der heute so ermüdend allgegenwärtigen Faszination durch das Böse." Harald Gesterkamp stellte in seiner Rezension für die Bonner Schnüss fest, dass „Heuchert jedenfalls überhaupt nicht akademisch daherkomme, Reflexionen sucht man in seinen Texten vergeblich. Stattdessen erzeugt er mit Beschreibungen eine Dichte, wie das nicht viele Autoren können.“ Den Autoren ausmachen würden zudem „seine präzise und knappe Sprache, die mitunter so wuchtig daherkommt, dass in zwei Zeilen ganze Geschichten erzählt werden.“
Von August bis November 2019 organisierte Heuchert in der JVA Siegburg eine Schreibwerkstatt mit und für die dort Inhaftierten. Die in dieser Zeit verfassten und redigierten Texte wurden während der „Knastkulturwoche“ im Besuchsraum der Haftanstalt im Rahmen einer öffentlichen Lesung vorgetragen. Im Kölner Stadt-Anzeiger konstatierte Redakteur Andreas Helfer, dass die von Inhaftierten, Beamten und Autoren gleichermaßen erschaffenen Texte „beeindruckend“ seien. Paul Kieras resümierte im General-Anzeiger Bonn, dass „Lesung und Ausstellung einen bewegenden Einblick in das Seelenleben von Gefangenen geben.“ Das Projekt soll im Jahr 2020 wiederholt werden.
Im Februar 2019 gründete er Zinnbooks, einen Independent-Verlag, der vorwiegend Autoren veröffentlicht, deren Schaffen sich fernab des Mainstream bewegt und die in Deutschland noch unbekannt oder bereits vergessen worden sind. Die ersten Veröffentlichungen waren die Lyrikbände Love is an ancient disease des deutsch-südafrikanischen Regisseurs M.A Littler sowie Last Words, eine Collage aus transkribierten Audioaufnahmen, unvollendeten Textpassagen und unveröffentlichtem Originalen des nordamerikanischen Pulitzer-Preisträgers Franz Wright, der diese bis kurz vor seinem Tod in ein Aufnahmegerät diktiert hatte. Last Words ist das erste in die deutsche Sprache übersetzte Werk Wrights. Bei Auswahl und Übersetzung half seine Witwe Elizabeth Oelkers Wright. Die jeweiligen Ausgaben sind auf einhundert Exemplare limitiert und erscheinen handnummeriert.
Im August 2020 erschien Heucherts zweiter Roman Alte Erde im Ullstein Verlag. In ihrer Rezension für das Büchermagazin schrieb die Journalistin Sonja Hartl, „dass der Tonfall von Sven Heuchert in der deutschsprachigen Literatur unverwechselbar“ sei: „Karg, schroff und neblig erinnert er an einen frühen Morgen auf einem stoppeligen Feld.“ Er passe perfekt zum Handlungsort von Alte Erde. Felix Krause bestätigte in seiner Buch-Tipp-Rezension für Bremen Zwei auf Radio Bremen, dass Sven Heuchert sich darauf verstehe, „eine wirklich bedrückende Spannung zu erzeugen, ohne auf billige Effekte zu setzen. Ganz nüchtern und extrem genau im Tonfall kreiert er eine grausame Realität, die einfach passt: Instant Kaffee und falsche Versprechungen, Alkoholfahnen und verletzte Männlichkeit.“ Wenn „Daniel Woodrell wie mit dem Revolver schreibt – wie E. Annie Proulx einst bewundemd über den amerikanischen Country-Noir-Meister sagte – dann tut Sven Heuchert das wie mit dem dreiläufigen Drilling“, beginnt der Autor und Literaturkritiker Peter Henning seine Rezension im St. Gallener Tagblatt. Die deutsche Provinz ticke zwar anders als die Ozarks, doch sei sie, das offenbare Heucherts grandioser zweiter Roman, ähnlich wüst bevölkert. „So nimmt Heucherts furiose, mal an Kain und Abel, mal an Steinbecks "Jenseits von Eden" erinnernde Brudergeschichte ihren finster-blutigen Lauf.“ In ihrer Rezension für das Magazin Buchkultur kommt Maria Leitner zu folgendem Urteil über Alte Erde: „Düster, schonungslos, packend.“ „In knapper, intensiver Sprache entwirft Sven Heuchert Bilder einsamer Menschen, als stellte er ein Tableau von Edward Hopper nach.“ Der Autor gebe dem Leser zudem keinen moralischen Kompass zu den Gedanken der Akteure. Dies begänne schon bei den vorangestellten Zitaten. Sie seien Substrat und Tor zu einer Auseinandersetzung mit Mensch, Tier und Wald, sofern man gewillt sei, diesen Spuren zu folgen. Chefredakteur Sebastian Zabel rezensierte für die deutsche Ausgabe des Rolling Stone über den Roman: „Eine der Hauptfiguren ist Jäger, die anderen beiden sind verfeindete Brüder, und dann ist da noch der Strukturwandel, der die muffige, aber vertraute Einöde bedroht. Die Konstellation erweist sich als explosiv und Heuchert als Virtuose der düsteren Erzählung. Davon gibt es in Deutschland nicht so viele.“
Im Dezember 2020 erschien im Berliner Independent-Verlag duotincta "Kleiner Glanz", Heucherts dritter Band mit Stories. Zeitgleich erschien im Sankt Augustiner Label Wortpersonal ein Hörbuch, welches die beiden Texte "Am Engk vun de wieße Ling" und "Dahin, wo es weh tut" enthält, eingelesen von Martin Kautz. Das Hörbuch wird auf allen bekannten Portalen zum freien Stream angeboten.
Im Februar 2023 erschien sein dritter Roman Das Gewicht das Ganzen im Ullstein Verlag. Die Handlung des Romans spielt sich in der kanadischen Provinz Ontario ab. Heuchert hat nach eigenen Angaben weitreichende familiäre Bindungen nach Nordamerika. Gunter Blank schrieb in seiner Rezension für die deutsche Ausgabe des Rolling Stone, dass „Heuchert sich für die Wirkung von Einsamkeit und unbändiger Natur interessiere, die er mit erstaunlicher sprachlicher Präzision schildert. In seiner sparsamen, dichten Prosa werden sogar Tankstellen zu Orten einer Natur, die teilnahmslos die menschliche Kreatur umfängt und gerade deshalb so etwas wie Trost spendet. Denis Johnson hätte das bestimmt gefallen.“ Für die sonntägliche Ausgabe des Kölner Express rezensierte der Journalist Christof Ernst: „Der Roman „Das Gewicht des Ganzen“ ist so still, karg und uneitel wie die Menschen und die Natur, die er beschreibt. Das ist faszinierende, auf sich selbst reduzierte Prosa, wie sie einem nur ganz selten begegnet. Sven Heuchert war schon immer gut. Aber der Roman ist sein Meisterwerk!“ Oliver Creutz war im Stern der Meinung, dass „Sven Heuchert die beiden Leben von Milla und Russ zusammenstoßen lässt wie zwei Kiesel im aufgewühlten Wasser. Flüchtig werden wir Zeuge ihrer Wege, dann verlieren sie sich in der Natur, für die Heuchert Bilder findet, die sich einnisten, als wären wir selbst mit unterwegs gewesen.“ Susanne Schramm schrieb für die Aachener Zeitung: „Ein Buch von lakonischer Zärtlichkeit, so klar wie Wasser.“
Heuchert spielte Gitarre in der Band God’s Garage, die ihr Debütalbum Straight outta Zollstock in den Kölner Gotteswegstudios aufnahm und auch auf der c/o pop auftrat. Die Band fungierte als lokaler Opener für internationale Acts wie Rock n Roll Soldiers sowie mehrfach für die Gitarrenlegende Adam Bomb. Nach der Auflösung von God’s Garage gründete er Stolex, eine Band, die ihre Einflüsse vorwiegend aus dem Hardrock der 80er Jahre bezog und die ihr Debütalbum Demoliendo Hoteles auf dem Bellaphon Label Bacillus veröffentlichte. Die Band löste sich aufgrund mangelnder Motivation 2015 auf. Ein zweites Album, Ni mas, ni menos betitelt, welches bereits im Sommer 2014 größtenteils live aufgenommen wurde und welches aufgrund der nach den Aufnahmen erfolgten Rückkehr des Frontsängers Sebastian Mahle in sein Heimatland Peru nicht mehr über ein Label veröffentlicht werden konnte, ist auf der Webseite Bandcamp veröffentlicht. Im Jahr 2019 gründete er mit Leonard Kuhnen, ehemaliger Sänger von God’s Garage, die Band All the sea will tell, die sich stilistisch an Alternative Country, Americana und Folk orientiert. Nach ersten Demoaufnahmen im Sommer 2020, aufgenommen in einem alten, leerstehenden Kölner Waschhaus, stehen nach einer erfolgreichen Crowdfunding-Kampagne die Aufnahmen des ersten offiziellen Albums mit dem Titel Small town ghosts an. Das Album wurde 2021 in limitierter Stückzahl veröffentlicht, ein Video zu der Singleauskopplung "Small Town Ghosts" erschien im Oktober 2022 auf youtube.

## Werke
- Asche. 15 Stories, Bernstein-Verlag, Bonn 2015, ISBN 978-3-945426-13-5.
- Punchdrunk. Hörbuch, Wortpersonal, St. Augustin 2016, ISBN 978-3-945273-07-4.
- Dunkels Gesetz. Roman, Ullstein, Berlin 2017, ISBN 978-3-550-08178-1.[41]
- Das Licht wird anbleiben, Gedichte, Gonzo Verlag, Mainz 2017, ISBN 978-3-944564-31-9.
- Hairspray, Rainbow and a Guy at the Slot Machine. In: Chlada/Götterwind, Lemmy – eine Hommage, Trikont-Duisburg/Dialog-Edition, Duisburg-Istanbul 2017, ISBN 978-3-945634-19-6.
- Rausch. Bernstein-Verlag, Bonn 2018, ISBN 978-3-945426-31-9 (mit Peter Wawerzinek und zwei Gedichten von M.A. Littler)
- Schwarze Acht. Stories, Literatur-Quickie Verlag, Hamburg 2017, ISBN 978-3-945453-37-7.
- Hast du niemals etwas sterben sehen? In: Krachkultur. Ausgabe 19, München 2018, ISBN 978-3-931924-14-0.
- Könige von Nichts. Stories, Bernstein Verlag, Bonn 2019, ISBN 978-3-945426-39-5.
- Alte Erde. Roman, Ullstein, Berlin 2020, ISBN 978-3-550-05075-6.
- Kleiner Glanz. Stories, Duotincta Verlag, Berlin 2020, ISBN 978-3-946086-62-8.
- Das Gewicht des Ganzen. Roman, Ullstein, Berlin 2020, ISBN 978-3-550-05072-5.
- Am Engk vun de wieße Ling, Hörbuch, Wortpersonal, St. Augustin 2021, ISBN 978-3-945273-08-1.

## Auszeichnungen
- Witwer-Debütkrimipreis 2018: Sven Heuchert für „Dunkels Gesetz“[42]
- Krimibestenliste im September 2017, Platz 5[43]
- Krimibestenliste im Oktober 2017, Platz 4[44]
- Finalist beim Bad Godesberger Literaturwettbewerb 2018, ausgerichtet von der Parkbuchhandlung, Bonn Bad-Godesberg[45]